# Platysenta indecora
Platysenta indecora là một loài bướm đêm trong họ Noctuidae.